# طاعون گاوی

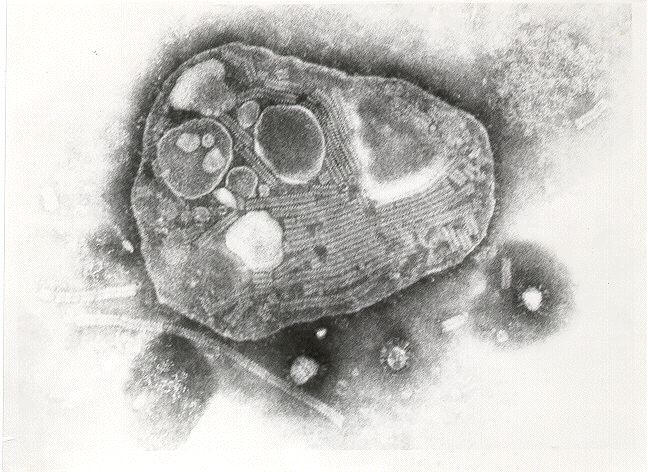
طاعون گاوی

طاعون گاوی از بیماری‌های عفونی دام بود که در سال ۲۰۰۱ ریشه‌کن شد.
در حدود ۳۰۰سال از شناسائی آن می‌گذرد. در گذشته عامل تلفات عمده در دام‌های اهلی و وحشی بوده و شیوع آن به صورت پاندمی (واگیری جهانی) در گذشته عامل بروز قحطی و گرسنگی در نقاط مختلف جهان بخصوص آفریقا و آسیا محسوب می‌گردید. والتر پلورایت واکسن این بیماری را کشف کرد.

## طاعون گاوی در ایران
طاعون گاوی اول بار در سال ۱۹۲۴ برابر با سال ۱۳۰۳ از مرزهای غربی وارد ایران شده و شیوع یافت واستان‌های آذربایجان و مناطق شمالی کشور را دربر گرفت.

## درمان
درمان شامل تزریق مایعات داخل وریدی اکسیژن رسانی دارو های انعقاد خون (اگر خونریزی رخ دهد) و چک کردن علائم حیاتی دام است. آنتی بیوتیک برای این بیماری وجود ندارد. علاوه بر آن برای اقدامات پیشگیرانه دام های مرده و مبتلا به این بیماری باید کشته و سوزانده شود. طویله ها و هر کجا که دام نگهداری میشود نیز باید استریل شود تا به دام های دیگر سرایت نکند. تزریق واکسن بهترین پیشگیری از این بیماری برای دام است.  